# Rick Hill (attore)
Rick Hill (Harlan (Kentucky), 26 gennaio 1953) è un giocatore di football americano, attore e scrittore statunitense.

## Biografia
Hill è nato nel 1953 in Kentucky, e prima di fare l'attore è stato un giocatore di football americano; è anche scrittore; appassionato di baseball, scrisse un libro sulla vita di Jim Eisenreich, che lottò contro la sindrome di Tourette per diventare un giocatore della Major League. Studiò presso il Georgia Tech, dove si laureò nel 1975 con una specializzazione in economia. In seguito, si iscrisse brevemente alla Emory University per studiare giurisprudenza.
Nel 2023, Hill ha pubblicato un'altra biografia, dedicata al medico umanitario e collega laureato alla Georgia Tech G.B. Espy. Hill incontrò Espy durante un discorso pubblico e l'idea del libro gli fu suggerita dall'ex giocatore di basket della Tech Roger Kaiser, un ammiratore della carriera del dottore.; scrisse anche 'My Prison Without Bars un'autobiografia del giocatore di baseball Pete Rose, che è stata pubblicata da Rodale Press a Emmaus (Pennsylvania) l'8 gennaio 2004.
Nel libro, Rose ha finalmente ammesso pubblicamente di scommettere su partite di baseball e altri sport mentre giocava e gestiva i Cincinnati Reds. Ha anche ammesso di aver scommesso sulle partite dei Reds, ma ha detto di non aver mai scommesso contro i Reds.
Negli anni '80, Hill era un membro degli Hollywood All-Stars, una squadra di softball di celebrità in tournée che raccoglieva fondi per varie cause benefiche.

### Carriera
Nel 1983, Hill fece il suo al cinema come protagonista in Deathstalker, che faceva parte di una serie di film fantasy eroico Il film fu redditizio per la New World Pictures di Roger Corman, e Hill recitò successivamente in diversi film d'azione per Corman (incluso il terzo sequel di Deathstalker) e lavorò anche per il regista filippino Cirio H. Santiago nel film d'azione Armati fino ai denti del 1988. Hill è apparso anche nel film del 1990 I guerrieri delle dune accanto a David Carradine. Nel 1994, ha interpretato un protagonista secondario nel film Classe 1999 II - Il supplente. Hill ha lavorato anche per la televisione in diverse serie TV e film TV.

## Filmografia parziale
- Deathstalker (1983)
- Armati fino ai denti (1988)
- I guerrieri delle dune (1990)
- Deathstalker IV: Match of Titans (1991)